# Xéniya Alexéyeva
Xéniya Alexéyeva –en ruso, Ксения Алексеева– (Miass, URSS, 13 de marzo de 1987) es una deportista rusa que compitió en escalada, especialista en la prueba de velocidad.
Ganó dos medallas de plata en el Campeonato Europeo de Escalada, en los años 2006 y 2010.

## Palmarés internacional
| Campeonato Europeo | Campeonato Europeo    | Campeonato Europeo | Campeonato Europeo |
| Año                | Lugar                 | Medalla            | Prueba             |
| ------------------ | --------------------- | ------------------ | ------------------ |
| 2006               | Ekaterimburgo (Rusia) | Medalla de plata   | Velocidad          |
| 2010               | Imst (Austria)        | Medalla de plata   | Velocidad          |